# Rim Jong-sim (zapaśniczka)
Rim Jong-sim (kor. 림종심 ;ur. 25 kwietnia 1994) – północnokoreańska zapaśniczka walcząca w stylu wolnym. Zajęła piąte miejsce na mistrzostwach świata w 2019. Brązowa medalistka igrzysk azjatyckich w 2018. Wicemistrzyni Azji w 2016 roku.